# 861
861 (DCCCLXI) var ett normalår som började en onsdag i den julianska kalendern.

## Händelser

### Okänt datum
- Karloman revolterar mot sin far Ludvig den tyske.
- Mikael III och Bardas anfaller Bulgarien.

## Födda
- Abdullah ibn al-Mu'tazz, arabisk poet (död 908)

## Avlidna
- Ahmad ibn Muhammad ibn Kathīr al-Farghānī, persisk astronom